# Erwin E. Smith
Erwin Evans Smith (22. srpna 1886 – 4. září 1947) byl americký fotograf, který dokumentoval ubývající roky života kovbojů na americkém západě. Během svého života byl uznán za toho, že „přinesl spolu s fotografickou kamerou nejúplnější popis divokého západu, jaký kdy byl pořízen“.

## Raný život
Smith se narodil v Honey Grove v Texasu Albertu Alexanderu Smithovi a Nancy Erwin Smithové Whiteové. Smithův otec zemřel na zápal plic, když chlapci ještě nebyly čtyři roky, a když se jeho matka v roce 1894 znovu provdala, přestěhovala rodinu do Bonhamu v Texasu, kde Smith trávil svá dětská léta. Jako velmi mladý Smith projevoval intenzivní umělecké cítění: „V raném věku jsem vyvinul silnou touhu něco kreslit a tvořit,“ vzpomínal. "Věčně jsem skicoval nebo modeloval z hlíny."
Smithova raná tvůrčí tendence byla doprovázena druhou vášní, tou být kovbojem. Zatímco Bonham a jeho okolí byly za Smithova života především zemědělskou oblastí, tato oblast byla také domovem legendárních dobytkářů, jako byl John Chisum, a do města se mladý chlapec oblékal tak, aby vypadal jako Bonhamovi předchůdci, a měl na sobě něco, co si jeden přítel později vybavil jako úžasnou adaptaci devítiletého chlapce na to, co mu jeho živá představivost říkala, že nosí kovbojové."
Když byly Smithovi čtyři roky, jedenácté sčítání lidu Spojených států v roce 1890 prohlásilo Divoký západ za uzavřený, což přimělo historika Fredericka Jacksona Turnera k napsání jeho slavné Frontier Thesis, ve které napsal, že „Nyní, čtyři století od objevení Ameriky, v konce sta let života podle ústavy, Divoký západ zmizel a tím se uzavřelo první období amerických dějin." Jako teenager si Smith uvědomil, že kovbojové, kteří pracovali na otevřeném výběhu, stejně jako samotný Divoký západ ustupují do minulosti. Ale ze svých zkušeností jako učeň honáků během těchto let věděl o několika izolovaných lokalitách v západním Texasu, kde přežily obrovské ranče, ostnaté dráty a železnice byly stále vzácné a kovbojové stále pracovali na otevřeném výběhu. Pohnut nostalgií se rozhodl zachytit je v jejich živlech, než bude příliš pozdě. "Mým jediným prostředkem, jak je nyní postavit před oči své a veřejnosti, je umístit je na plátno barvou a štětcem," rozhodl Smith. Ale jeho nestudované umělecké schopnosti malíře a sochaře ho přiměly rozhodnout se pro bezprostřednější nástroj záznamu: fotografickou kameru.

## Kariéra
Smith údajně získal svůj první fotoaparát v roce 1898 ve věku dvanácti let a v patnácti jej začal nosit s sebou na návštěvy texaských rančů. Po návštěvě světové výstavy v Saint Louis v roce 1904 se rozhodl věnovat formálnímu studiu umění s úmyslem stát se malířem a sochařem; ten rok odešel do Chicaga, aby studoval u Lorada Tafta (1860-1936) na School of the Art Institute of Chicago. V roce 1908 zamířil na východ do Bostonu, kde pokračoval ve studiu u sochaře Bely Lyona Pratta (1867-1917) na School of the Museum of Fine Arts. Ale Smith trávil léta fotografováním na rančích po celém západním Texasu a částech Nového Mexika a Arizony a v roce 1911 obrátil svou plnou uměleckou pozornost na fotografii a vrátil se do Texasu, aby studoval výhradně toto médium. Jeho cílem bylo „udělat se svými fotografiemi to, co udělal Charles M. Russell se svou malbou: zachovat smysl pro dokumentární realismus tím, že bude pravdivý vůči světu s dílem vytvořeným umělecky příjemným způsobem“. "Chtěl ilustrovat celou kovbojskou kulturu," tvrdil článek z roku 2008, "aby objasnil všechny různé odpovědnosti a definoval charakteristické techniky ovládání dobytka, stejně jako předvedl jedinečný talent legendárních mužů a koní."
Brzy poté, co Smith v roce 1907 začal studovat v Bostonu, objevil společnost Pinkham & Smith Company, která prodávala fotoaparáty a fotografické zboží. Během několika týdnů se tamní zástupci společnosti seznámili se Smithovým dílem a uspořádali výstavu čtyřiceti jeho grafik ve svých výlohách na ulici Boylston Street. Smithova fotografická kariéra výrazně pokročila, když George Patullo, scenárista pro film Boston Herald viděl díla, kontaktoval Smithe v jeho penzionu a učinil z něj předmět článku: „Od Bronca Bustera k Bostonskému studentovi umění“, který se objevil na titulní straně sekce časopisu novin 12. ledna 1908. Článek znamenal začátek přátelství a pracovního vztahu mezi Smithem, fotografem a Patullem, spisovatelem, partnerství, které vyústilo v četné ilustrované články publikované v populárních časopisech v letech 1908 až 1911, kdy naposledy spolupracovali na dvou článcích o podnikání s texaskými koňmi a muly pro Saturday Evening Post.
Během jeho relativně krátké kariéry fotografování byl Smithovým hlavním fotoaparátem Eastmanův screen-focus Kodak vybavený Goerzovým objektivem s volutovou závěrkou. Jako honák i fotograf jezdil s některými z největších outfitů na Západě, rančemi jako Shoe Box, JA, Frying Pan, Matador a LS, které se svými obrovskými velikostmi stále přibližovaly tomu, co bývalo otevřené. V roce 1914 se vrátil do Texasu, aby začal samostatně hospodařit, ale v roce 1917 byl na mizině; jeho umělecký život se vytratil, jakmile jeho dny jezdectví skončily, a zbývající roky strávil ve svém domě mimo Bonham.

## Smrt a dědictví
V červenci 1947 byla Smithovi diagnostikována rakovina slinivky, která si o dva měsíce později vyžádala jeho život ve věku jednašedesáti let. Fotografova závěť jmenovala jeho sestru Mary Alice Pettisovou (1906–1986) beneficientkou a vykonavatelkou jeho pozůstalosti. V roce 1949 Pettis uložil 1 800 fotografových negativů do Kongresové knihovny, ale ponechal si několik stovek snímků týkajících se domova a rodiny. Po její smrti Pettisová odkázala Smithovo celé dílo, včetně inventáře zapůjčeného Kongresové knihovně, Amon Carter x Museum of American Art ve Fort Worth v Texasu . Sbírka obsahuje přes 2000 negativů a více než 700 historických tisků, stejně jako Smithovy osobní dokumenty a knihovnu. Dnes je Smith počítán mezi nejvýznamnější fotografy kovbojského života a nejlepší svého druhu, který pracoval v Texasu.

## Galerie

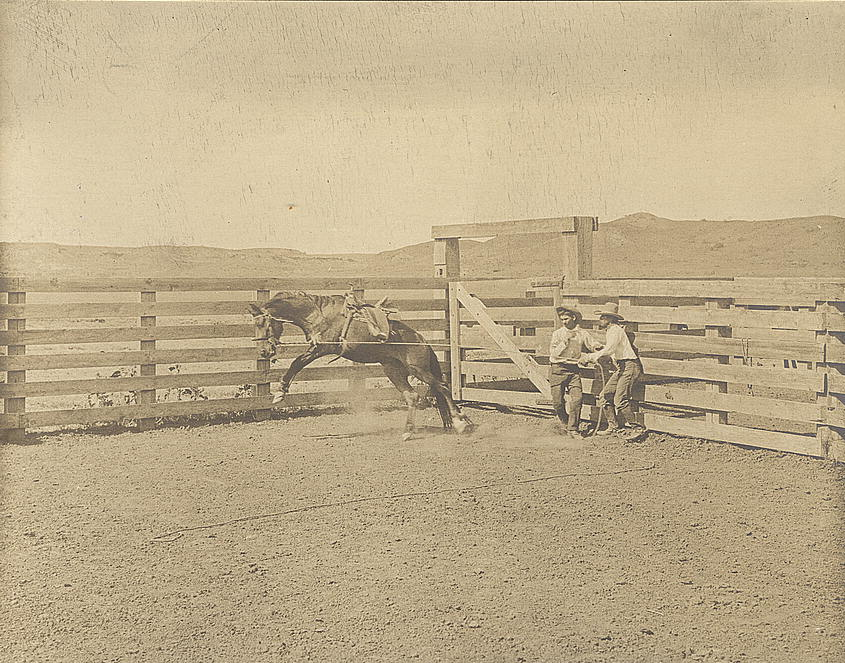
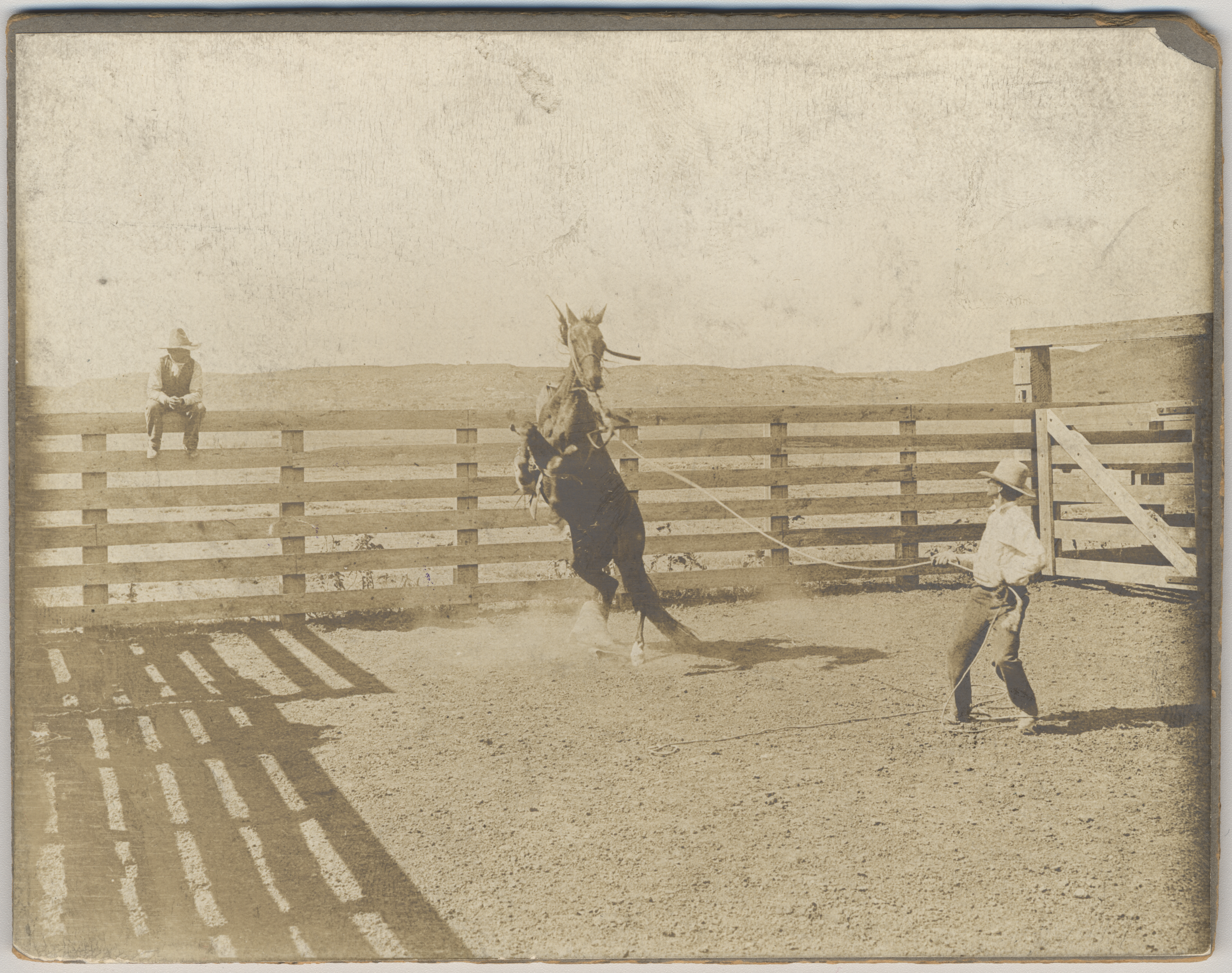